# Stigrostmossa
Stigrostmossa (Marsupella funckii) är en bladmossart som först beskrevs av F.Weber et D.Mohr, och fick sitt nu gällande namn av Barthélemy Charles Joseph Dumortier. Stigrostmossa ingår i släktet rostmossor, och familjen Gymnomitriaceae. Enligt den finländska rödlistan är arten nationellt utdöd i Finland. Enligt den svenska rödlistan är arten otillräckligt studerad i Sverige. Arten förekommer i Götaland och Svealand. Artens livsmiljö är friska och lundartade moar. Inga underarter finns listade i Catalogue of Life.